# Pfersdorf (Poppenhausen)

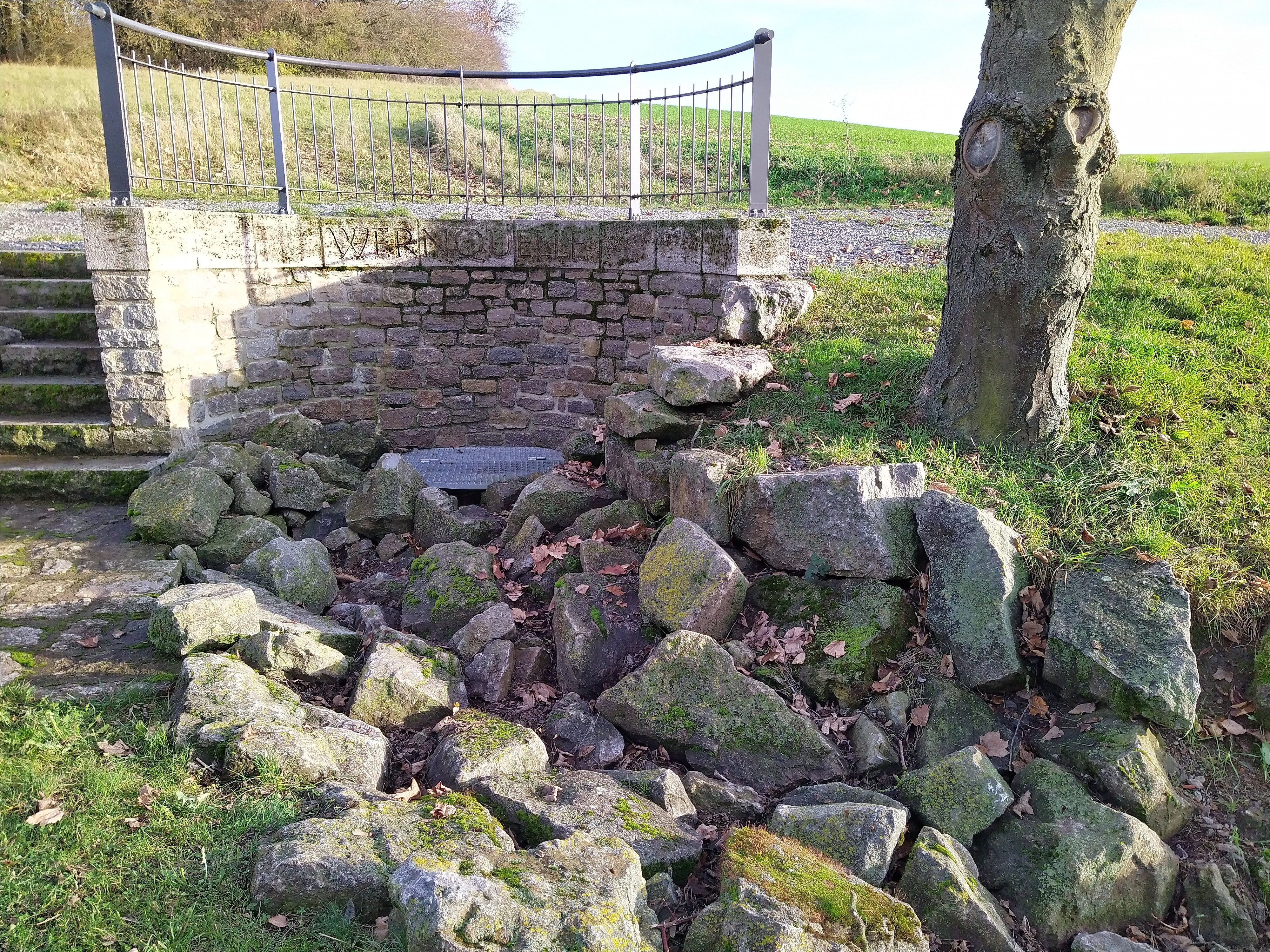
Die Wernquelle.

Pfersdorf ist ein Gemeindeteil der Gemeinde Poppenhausen im unterfränkischen Landkreis Schweinfurt in Bayern.

## Geographische Lage
Das Pfarrdorf Pfersdorf liegt nördlich von Poppenhausen. Nördlich von Pfersdorf hat die Wern ihren Ursprung. Westlich von Pfersdorf verlaufen in Nord-Süd-Richtung die Bundesstraße 286 (als Teilstück der B 19) sowie die Bundesautobahn 71 mit der nahe gelegenen Anschlussstelle 28 Bad Kissingen/Oerlenbach. Die durch den Ort verlaufende Kreisstraße SW 19 mündet westwärts in die B 286 und führt ostwärts nach Holzhausen, einem Gemeindeteil von Dittelbrunn.

## Geschichte
Funde von Steinbeilen belegen eine Besiedlung bereits in der Jungsteinzeit. In der Gemarkung „Osterhart“ befindet sich ein Gräberfeld mit 16 Gräbern aus der Hallstattzeit.
Die erste bekannte urkundliche Erwähnung von Pfersdorf selbst erfolgte im Jahr 763 im Zusammenhang mit einer Schenkung an das Kloster Fulda. Für das 8. und 9. Jahrhundert sind weitere Schenkungen bekannt.
Der Name des Ortes lautete in der diesbezüglichen Urkunde „Hengistdorpfe“ und entwickelte sich im Lauf der Zeit zu „Heingestrofe“, „Hengestorf“, „Hengesdorf“, „Phersdorf“ (1307), „Pfersdorf“, „Pferdisdorf“, „Pherdisdorf“ (1317) und „Pfersdorf“ (ab 1335). Der Namensbestandteil „Hengst“ bezieht sich hierbei auf eine Person namens Hengist, dessen Familie demnach im Besitz des Ortes war.
Ab etwa 1470 wurde das zum Amt Ebenhausen gehörende Pfersdorf von Würzburg aus regiert.
Der älteste Beleg für eine Kirche in Pfersdorf stammt aus dem Jahr 1218. Die Kirche war Johannes dem Täufer geweiht. Die Erwähnung eines Leutpriesters Heinrich in Hengisdorf ist die früheste bekannte Erwähnung von Pfersdorf als Pfarrei. In diesem Zusammenhang war Pfersdorf zuständig für Hain, Maibach, Poppenhausen (heute zur Gemeinde Poppenhausen zugehörig), Ebenhausen, Eltingshausen,  Rottershausen (heute Ortsteil von Oerlenbach), Holzhausen, Hambach (heute Ortsteile von Dittelbrunn) sowie Lauerbach (nahe Hambach, heute Wüstung) und Rannungen.
Im Rahmen des Bauernaufstands von 1525 schloss sich Pfersdorf trotz gegenteiliger Weisung des Würzburger Bischofs Konrad II. von Thüngen den aufständischen Bauern an. Während der Unruhen wurde auch das Schloss von Pfersdorf, das im 13. und 14. Jahrhundert in adeligem Besitz gewesen war, zerstört. Nach Niederschlagung des Aufstandes ließ Bischof Konrad II. die Anführer der Pfersdorfer Bauern, Peter Weck und Linhard Fenn enthaupten.
Weitere Verwüstungen und Unruhen erfuhr der Ort im Zweiten Markgrafenkrieg (1552–1555).
Von 1559 bis 1565 gehörte Pfersdorf nach der Reformation vorübergehend dem evangelischen Glauben an, wurde dann aber, nach Vertreibung des evangelischen Pfarrers, wieder katholisch.
Die Unruhen des Dreißigjährigen Krieges forderten viele Todesopfer in Pfersdorf. Die Kirche wurde schwer beschädigt; Pfarrhaus, Schule und Rathaus wurden vollständig zerstört. Der Pfersdorfer Pfarrer betreute den Ort über mehrere Jahre von Stralsbach (heute Ortsteil von Burkardroth) aus. Nach Ende des Krieges entstand im Jahr 1648 ein neues Rathaus.
Pfersdorf wird nun von Ebenhausen aus seelsorgerisch betreut. Nach entsprechenden Bitten bereits zu Beginn des 18. Jahrhunderts wird Pfersdorf am 18. August 1780 wieder eigene Pfarrei. Im Januar 1796 wurde die Kirche des Ortes, St. Johannes der Täufer, geweiht.
Im Juli 1796 wurde Pfersdorf im Rahmen des Ersten Koalitionskrieges von französischen Truppen überfallen; auch die Kirche wurde geplündert. Im August 1796 zogen sich die französischen Soldaten zurück.
Am 1. Juli 1971 wurde Pfersdorf im Rahmen der Gebietsreform in Bayern zu einem Gemeindeteil von Poppenhausen.

## Persönlichkeiten

### Pfarrer
| Name | Tätigkeit               |
| --- | ----------------------- |
| Conradus Lanio                                                                                                | 1590–1614               |
| Johannes Göpfert                                                                                              | 1614–1623               |
| Johannes Väth                                                                                                 | 1623–1628               |
| Hans Peter Bischof                                                                                            | 1628–1634               |
| Bis 1780 Verlegung des Pfarrsitzes nach Ebenhausen                                                            |                         |
| Georg Stephan Behr (* 6. März 1744 in Retzbach; † 2. Februar 1796 in Pfersdorf)                               | 1780–1796               |
| Meißner (Vorname unbekannt, beim Einfall der französischen Truppen nach einem halben Jahr Tätigkeit geflohen) | 1796                    |
| Johan Georg Kantz (* 27. Januar 1752 in Eltingshausen; † 23. April in Ochsenfurt)                             | 1796–1808               |
| Johann Georg Sinner (* 17. Oktober 1770 in Ochsenfurt; † 18. Juni 1834 in Pfersdorf)                          | 1809–1834               |
| Vitus Ledermann (* 20. Dezember 1784 in Oberstreu; † 12. November 1843 als Pfarrer in Karlburg)               | 1835–1840               |
| Karl Ed. Hertinger (* 7. März 1797 in Pflaumheim; † 5. Januar 1878 in Aschaffenburg)                          | 1841–1849               |
| Valentin Möslein (* 7. Juni 1806 in Düttingsfeld; † 20. Dezember 1864 als Pfarrer in Maibach)                 | 1849–1859               |
| Heinrich Zier (* 24. August 1812 in Machtilshausen; † 26. Januar 1877 als Pfarrer in Unteressfeld)            | 1860–1868               |
| Anton Mehling (* 21. Mai 1829 in Steinfeld; † 8. März als Pfarrer in Grettstadt)                              | 1869–1884               |
| Kaspar Glücker (* 10. Juni 1845 in Oberpleichfeld; † 16. November 1917 in Pfersdorf)                          | 1884–1917               |
| Adam Seubert (* 6. Februar 1868 in Höchberg; † 11. September 1926 in Bolzhausen)                              | 20. Februar 1918 – 1924 |
| Johann Grünewald (* 11. August 1879 in Hasselbach; † 15. September 1934 in Pfersdorf)                         | 8. Januar 1925 – 1934   |
| Peter Bauer (* 12. Februar 1888 in Heimbuchenthal; † 9. Juni 1958 in Pfersdorf, beerdigt in Heimbuchenthal)   | 1934–1958               |
| Hugo Popp (* 9. Oktober 1914 in Schnackenwerth)                                                               | 1958 –                  |
| |                         |